# Tierra de Willoughby

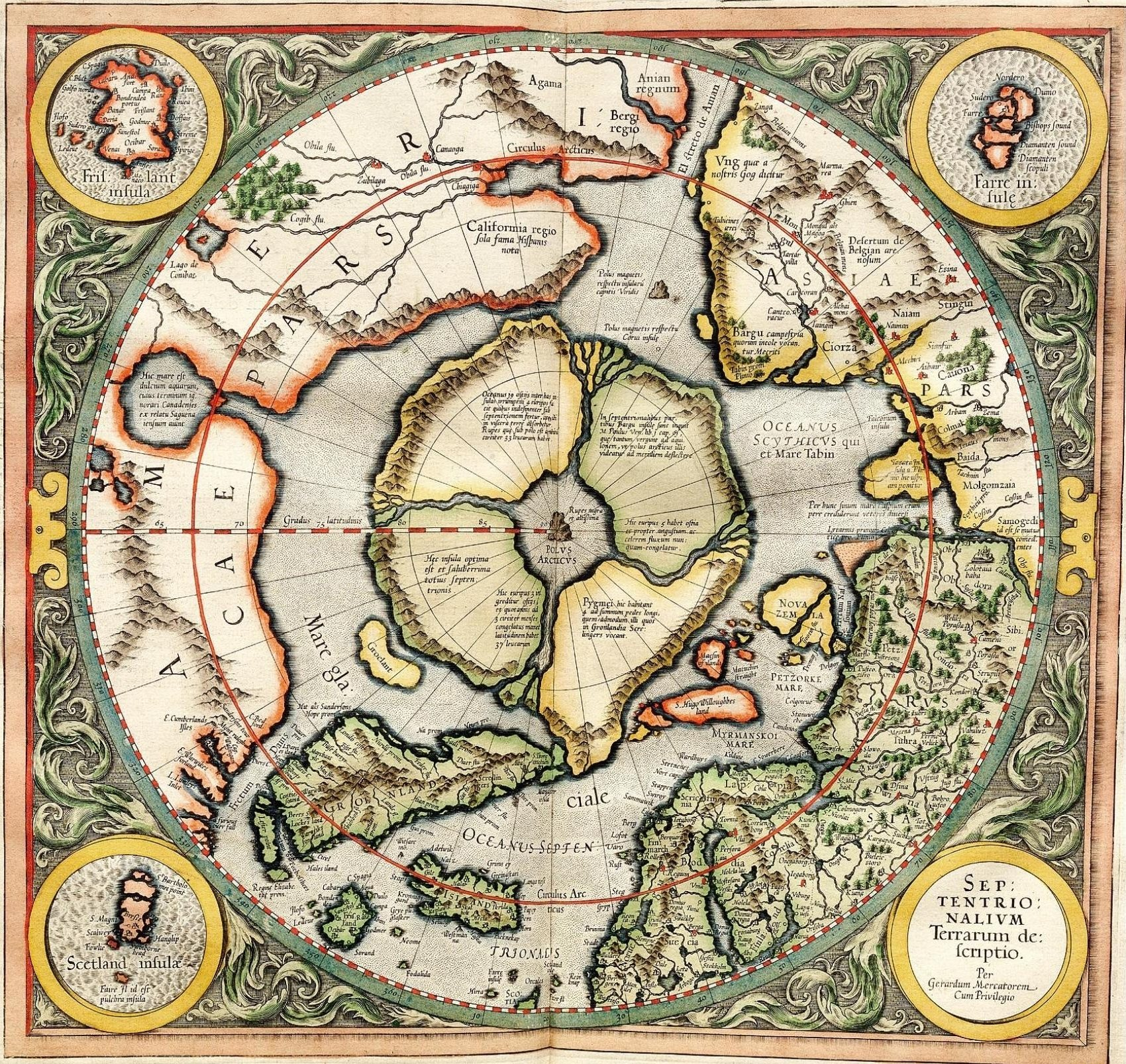
Mapa de 1595 de Mercator en el que se vislumbra la tierra de Willoughby.

Durante su viaje de exploración del año 1553 a través del mar de Barents, el explorador inglés Hugh Willoughby pensó haber visto islas al norte. Según su descripción, estas islas fueron posteriormente representadas y nombradas Tierra de Willoughby e isla Matsyn en mapas publicados por Petrus Plancius en 1592 y 1594 (aunque él dudaba de su existencia). Gerardus Mercator también los incluyó en su mapa de 1595. Willem Barents no llegaría a encontrar señales de los descubrimientos de Willoughby y los omitió de su mapa publicado en 1599, pero continuaron apareciendo en los mapas árticos publicados por Jan Janssonius y Willem Blaeu al menos hasta la década de 1640.
Una teoría propagada en 1612 sostenía que la Tierra de Willoughby era idéntica a la isla de Spitsbergen, una de las islas del archipiélago Svalbard, situada en la confluencia entre el océano Ártico, el mar de Barents y el mar de Groenlandia, lo que apoyaba así una afirmación inglesa anterior del descubrimiento holandés por Barentsz en 1596. Esta teoría se utilizó para justificar una carta de monopolio sobre los derechos de caza de ballenas concedida a la Compañía Muscovy en 1613.
Georg Michael Asher (1860) creía que el territorio que supuestamente vio Willoughby era simplemente una transposición occidental de las dos islas de Nueva Zembla.